# Monte Scinauz
Il monte Scinauz è un massiccio della Catena Carnica Orientale a poca distanza dal confine con l'Austria, la cui sommità si trova a 1999 metri sul livello del mare.
Esso è situato quasi interamente all'interno dei confini del comune di Pontebba (UD), e la sua sommità si trova a 1999 metri sul livello del mare.
Il monte è stato sede del 17º Gruppo Radar dell'Aeronautica Militare. Le due postazioni militari, una a valle e una a monte del rilievo, erano collegate da una funivia a tre campate che è stata considerata, fino all'anno del suo smantellamento nel 2009, la più alta d'Europa, con uno sbalzo di 1400 metri.
La stazione radar è stata chiusa nel giugno 2001, ma la zona non è stata mai smilitarizzata, non è segnata sulle cartine geografiche e formalmente resta chiusa al pubblico.
Sul monte sono stati individuati tre itinerari per potenziali escursionisti che vogliano raggiungere la vetta, due dei quali sono vivamente sconsigliati a causa delle alluvioni e conseguenti smottamenti del 1998 e del 2003:
- Passo Pramollo - Malga Cerchio - Malga Biffil - Cima est – il sentiero percorre il versante nord del monte Scinauz ed è considerato impegnativo[5], ma comunque il più facile, soprattutto in condizioni di bel tempo.
- Santa Caterina/Malborghetto - Monte Pin - Monte Ghisniz - Cima est – il sentiero percorre una dorsale in direzione SE-NW[6] vicino a gallerie e costruzioni militari della prima guerra mondiale[7]. L'itinerario si sviluppa lungo passaggi molto esposti e pericolosi, su greti franosi che hanno cancellato i precedenti sentieri, all'interno di un'area forestale protetta che richiede speciali permessi da parte della Forestale: dopo le alluvioni del 2003 tali permessi non vengono più rilasciati per motivi di sicurezza.
- Rio degli Uccelli - Vallone degli Uccelli - cima ovest – Si tratta del più impervio dei sentieri per raggiungere il monte, lungo sentieri creati dai cacciatori lungo la più affascinante e selvaggia delle gole che portano al Canale del Ferro. Il percorso, che costeggia i Monti Brizzia e Bruca, è composto di tracce disagevoli lungo le quali si possono osservare camosci e opere militari. Dopo le alluvioni del 2003 è stato dichiarato inagibile.